# Cantó de Marsella Nòstra Dama dau Mònt
El cantó de Marsella Nòstra Dama dau Mònt és un cantó francès del departament de les Boques del Roine, situat al districte de Marsella. És format per part del municipi de Marsella.

## Municipis
Aplega tot o part dels següents barris de Marsella:
- Baille
- La Conception
- Nòstra Dama dau Mònt
- Castellane
- Cours Julien
- Vauban
- Palais de Justice
- Préfecture

| Data d'elecció                           | Identitat         | Partit                    | Qualitat |
| ---------------------------------------- | ----------------- | ------------------------- | -------- |
| 1967-1979                                | Charles Bonifay   | SFIO, després PS          |          |
| 1985-1992                                | Hyacinthe Santoni | RPR                       |          |
| 1985-1992                                | Jean Roussel      | FN                        |          |
| 1992-1995                                | Renaud Muselier   | RPR                       |          |
| 1995-1998                                | Marie-Jeanne Fay  | RPR                       |          |
| 1998-2004                                | Gabriel Malauzat  | PS                        |          |
| 2004-                                    | Jocelyn Zeitoun   | Divers gauche, després PS |          |
| les dades anteriors no són pas conegudes |                   |                           |          |